# Каорсо
Каорсо је насеље у Италији у округу Пјаченца, региону Емилија-Ромања.
Према процени из 2011. у насељу је живело 3368 становника. Насеље се налази на надморској висини од 48 м.

## Становништво
| 1951. | 1961. | 1971. | 1981. | 1991. | 2001. | 2011. |
| ----- | ----- | ----- | ----- | ----- | ----- | ----- |
| 5.144 | 4.909 | 4.611 | 4.461 | 4.454 | 4.511 | 4.830 |